# Stokke
Stokke är en tätort och kyrkby i Sandefjords kommun i Vestfold fylke i sydöstra Norge. Orten ligger längs Vestfoldbanan, nära Europaväg 18. Här finns Stokke kyrka.
Orten utgjorde tidigare centralort i dåvarande Stokke kommun.

## Bilder

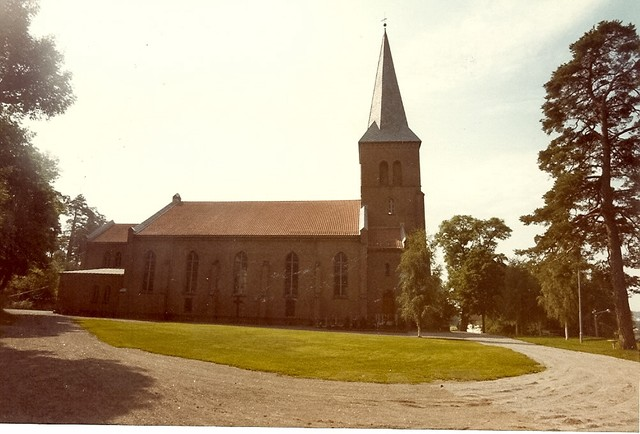
Stokke kyrka.
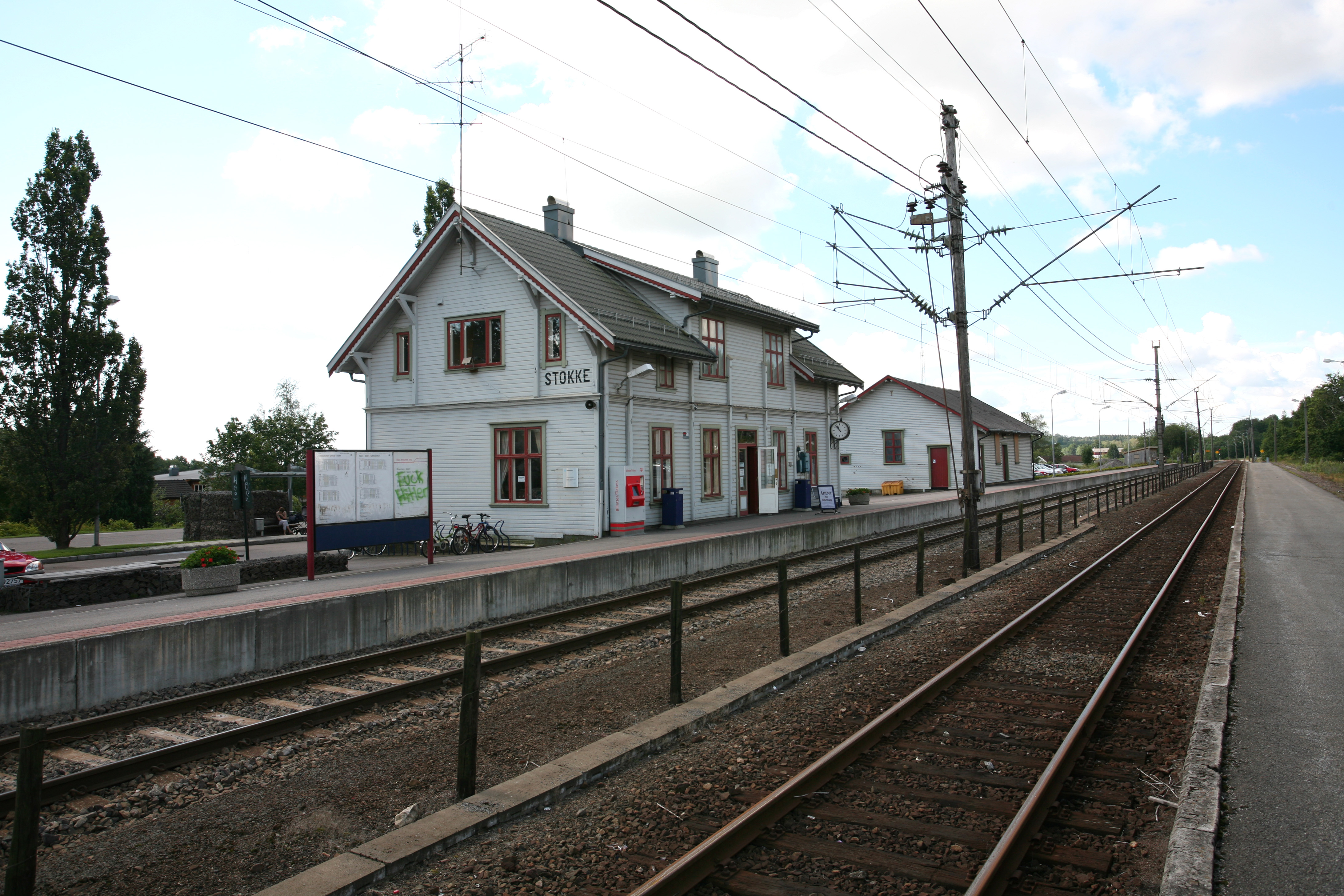
Stokke station.